# 구의교통
구의교통(九宜交通)은 서울특별시 광진구 용마산로 101 (중곡동)에 있는 마을버스 회사이다.

## 연혁
- 1990년대 중반: 회사 설립
- 2004년 4월 26일: 현재의 사명으로 변경

## 운행 노선
- ● 광진02번: 긴고랑 ~ 군자역 (구 광진마을 1번)
- ● 광진03번: 용암사 ~ 강변역 (구 광진마을 2번)
- ● 광진04번: 중곡아파트 ~ 강변역 (구 광진마을 3번)

## 보유 차량

#### 현대자동차
- 현대 E-카운티
- 현대 뉴 카운티
- 현대 그린시티 (광진02번 제외)
- 현대 일렉시티 타운